# Neobezzia amnicola
Neobezzia amnicola är en tvåvingeart som först beskrevs av John William Scott Macfie 1940.  Neobezzia amnicola ingår i släktet Neobezzia och familjen svidknott. Inga underarter finns listade i Catalogue of Life.